# Lực lượng đặc nhiệm 911

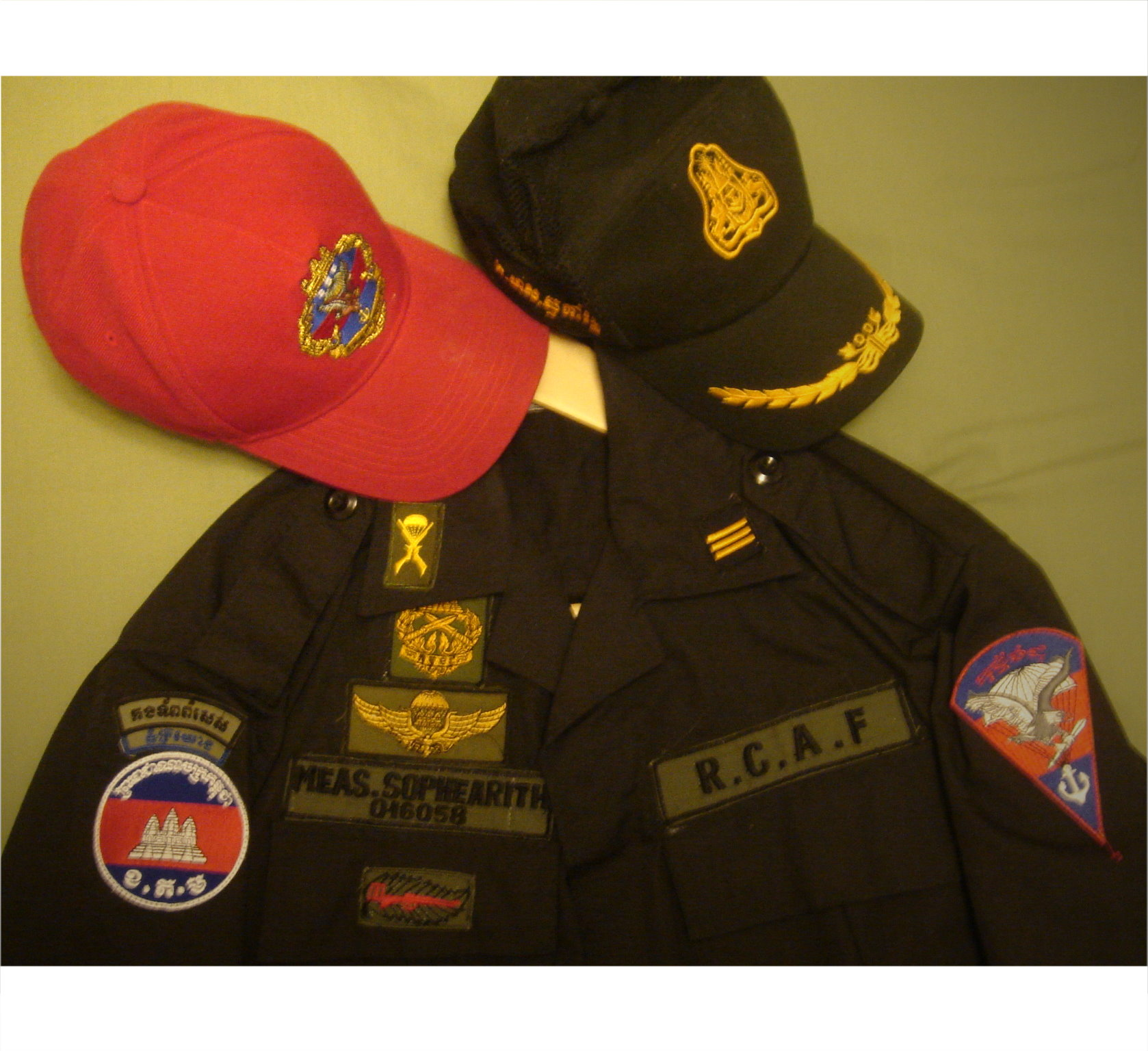
Quân phục Tiểu đoàn Biệt kích dù 911

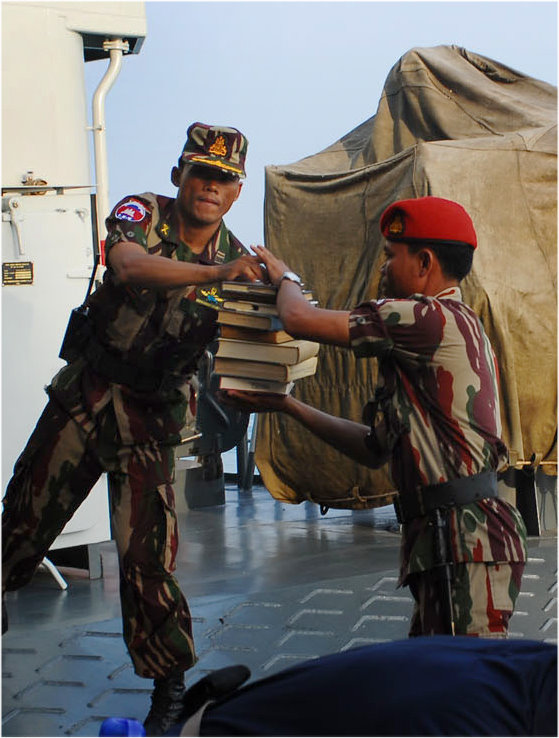
Binh sĩ Biệt kích dù 911 trên tàu USS Essex

Lực lượng đặc nhiệm 911 hay Tiểu đoàn Biệt kích dù 911 (tiếng Anh: 911 Special Forces hoặc 911 Para-Commando Battalion) là một đơn vị lực lượng đặc biệt của Quân đội Hoàng gia Campuchia đóng ở phía tây thủ đô Phnôm Pênh. Hầu hết tiểu đoàn đều tốt nghiệp khóa huấn luyện biệt kích từ lực lượng đặc biệt Kopassus của quân đội Indonesia, 911 khá tương đồng với Kopassus, thậm chí họ cũng đội mũ nồi cùng màu đỏ, huy hiệu biệt kích và quân phục ngụy trang như Kopassus. Để tốt nghiệp ra trường, tất cả các học viên phải trải qua kỳ kiểm tra. Nếu đậu, học viên sẽ nhận được mũ nồi đỏ và một cái cánh huy hiệu. Tiểu đoàn có nhiều đơn vị, bao gồm các tay súng bắn tỉa, các đơn vị hải quân và một sư đoàn chống khủng bố.    

## Vũ khí và trang bị
Trang bị của lực lượng đặc biệt khác biệt so với phần còn lại trong quân đội. Ví dụ, súng trường AK-47 (Kiểu 56), mặc dù đáng tin cậy và phong phú nhưng lại không chính xác và quá mạnh để sử dụng an toàn bởi lực lượng tinh nhuệ chuyên tiến hành cận chiến và tình huống bắt làm con tin. Lực lượng Đặc nhiệm 911  còn sử dụng biến thể 5.56mm của loạt súng trường tấn công báng gập QBZ-95 mới. Về mặt kỹ thuật súng này là QBZ-97, kiểu 97A. Súng trường có một chế độ nổ 3 lần và một thiết bị được sử dụng để mở chốt, trong khi cũng mang theo một vỏ bọc thay thế được Tập đoàn Jian She của Trung Quốc chế tạo.

### Danh sách vũ khí
- TT-33 Súng lục
- Kiểu 54 Súng lục
- QSZ-92 Súng lục
- FN GP35 Súng lục
- QBZ-97 Súng trường tấn công báng gập
- QBZ-97A Súng trường tấn công báng gập
- QBZ-97B Súng carbine báng gập
- Kiểu 56 Súng trường tấn công
- Kiểu 56-1 Súng trường tấn công
- Kiểu 56-2 Súng trường tấn công
- AKM Súng trường tấn công
- AKMS Súng trường tấn công
- SS1-V1 Súng trường tấn công
- M16A1 Súng trường tấn công
- CAR-15 Súng carbine
- CQ 311 Súng trường tấn công
- CQ 5.56mm kiểu A Súng trường tấn công
- Daewoo K1A Súng carbine
- FN FAL Súng trường chiến trận
- SVD Súng trường bắn tỉa
- Kiểu 79/85 Súng trường bắn tỉa
- Kiểu 85 Tiểu liên
- Daewoo K7 Tiểu liên
- Uzi Tiểu liên
- Mini Uzi Tiểu liên
- HK MP5A4 Tiểu liên
- RPD Súng máy hạng nhẹ
- Kiểu 56 LMG Súng máy hạng nhẹ
- QBB-97 LSW Súng máy hạng nhẹ
- PKM Súng máy đa năng
- Type 80 Súng máy đa năng
- RPG-2 Súng chống tăng
- RPG-7 Súng chống tăng
- Armbrust Rốc két chống tăng hạng nhẹ
- M79 Súng phóng lựu
- M203 Súng phóng lựu
- FN-6 MANPADS